# Болото Гало
Боло́то «Га́ло» — ботанічний заказник місцевого значення в Україні. Розташований у межах Березнівського району Рівненської області, на території Хмелівської сільської ради. 
Площа 6,5 га. Створений рішенням Рівненської облради № 322 від 05.03.2004 року. Землекористувач — ДП «Соснівський лісгосп» (Щекичинське лісництво, кв. 43, вид. 47-49). 
Статус присвоєно для збереження низки рідкісних рослин, які занесено до Червоної книги України, в тому числі росички проміжної (Червона книга України) та росички круглолистої і ринхоспори білої по осокових болотах та пагорбах.